# دينيسي فريك
دينيسي فريك (بالإنجليزية: Denise Frick) هي لاعب شطرنج وعالمة نفس جنوب أفريقية، ولدت في 26 نوفمبر 1980.

## وصلات خارجية
- دينيسي فريك على موقع الاتحاد الدولي للشطرنج (الإنجليزية)
- دينيسي فريك على موقع مباريات الشطرنج (الإنجليزية)
- دينيسي فريك على موقع 365Chess.com (الإنجليزية)
- دينيسي فريك على موقع Chesstempo.com (الإنجليزية)
- دينيسي فريك سجل أولمبياد الشطرنج للسيدات على موقع OlimpBase.org (الإنجليزية)